# Новогригорьевский сельский совет (Крым)
Новогригорьевский сельский совет (укр. Новогригорівська сільська рада, крымскотат. Novogrigoryevka köy şurası) — административно-территориальная единица в Нижнегорском районе в составе АР Крым Украины (фактически до 2014 года), ранее до 1991 года — в составе Крымской области УССР в СССР, до 1954 года — в составе Крымской области РСФСР в СССР, до 1945 года — в составе Крымской АССР РСФСР в СССР. Население по переписи 2001 года составляло 2873 человека, площадь совета — 71 км². Территория сельсовета находится на западе района, в степном Крыму, у границы с Красногвардейским районом, на берегах Салгира.
К 2014 году состоял из 3 сёл:
- Новогригорьевка
- Владиславовка
- Коренное

## История
Новогригорьевский сельский совет был образован в 1930-х годах в составе Сейтлерского района Крымской АССР РСФСР (на 1940 год он уже существовал). С 25 июня 1946 года совет в составе Крымской области РСФСР, а 26 апреля 1954 года Крымская область была передана из состава РСФСР в состав УССР. На 15 июня 1960 года в составе совета числились населённые пункты:

| - Владиславовка - Константиновка | - Коренное - Новогригорьевка |

К 1968 году была упразднена Константиновка и совет обрёл современный состав. С 12 февраля 1991 года сельсовет в восстановленной Крымской АССР, 26 февраля 1992 года переименованной в Автономную Республику Крым. С 21 марта 2014 года в составе Крыма аннексирован Россией. Законом «Об установлении границ муниципальных образований и статусе муниципальных образований в Республике Крым» от 4 июня 2014 года территория административной единицы была объявлена муниципальным образованием со статусом сельского поселения.